# Clonaria affinis
Clonaria affinis är en insektsart som först beskrevs av Schulthess 1898.  Clonaria affinis ingår i släktet Clonaria och familjen Diapheromeridae. Inga underarter finns listade i Catalogue of Life.